# Borås moské
Borås moské invigdes i juli 2008 och drivs av Islamiska kulturföreningen i Borås. Den är belägen på Magasinsgatan i stadsdelen Norrby i Borås. Lokalen ägs av Borås stad. År 2017 hade moskén runt 700 medlemmar och 1000 besökare.

## Organisation och verksamhet
Moskén är en avknoppning ifrån Bellevuemoskén i Göteborg.
Moskéns styrelse har kopplingar till det lokala näringslivet som till exempel friskolor, tolkförmedling för asylsökare, hemtjänstföretag, fastighetsbolag och jobbcoaching vilket enligt individer som Försvarshögskolan intervjuat beskriver som en strategi för att bygga ett parallellsamhälle. Moskén är en viktig anledning till att somalier söker sig till bostadsområdet Norrby där moskén är belägen.
År 2016 arrangerade kulturföreningen i samarbete med Sveriges förenade muslimer sommarlägret Aktiv muslim 2016.
Enligt integrationspoliser i Borås har nyanlända uppmuntrats att besöka moskén och uppmanats att ge 10% av deras bidrag från Migrationsverket till moskén.
Församlingen uppbar 2017 föreningsbidrag på runt 100 tusen kronor årligen från kommunen.

### Brandattentat
I januari 2016 eldhärjades moskén och i april 2016 dömdes en man till tre års fängelse för mordbrand.

## Radikala föreläsare
År 2017 uppdagades det att moskén vid flera tillfället bjudit in fem olika predikanter med radikala budskap, varav en dömts i Tyskland för att uppmana till mord på judar och de övriga fyra förespråkade jihadism, martyrskap och begränsade rättigheter för kvinnor.
Enligt Borås kommuns säkerhetschef har moskén vid flera tillfällen bjudit in islamistiska föreläsare som framför radikala budskap som Abu Muadh (Halmstad moské), Bilal Borchali (SMS-Bilal), Ahmad Saddiq och Abo Raad. Muadh beskrivs enligt intervjuer med församlingsmedlemmar som "en populär" predikant i församlingen.